# Fast Food Nation (saggio)
Fast Food Nation è un saggio del giornalista statunitense Eric Schlosser, pubblicato nel gennaio del 2001. Il libro si occupa principalmente dell'industria del fast food, delle patate fritte e della carne, correlate fra loro; illustra cosa c'è di sbagliato, aggiungendo anche storie di persone direttamente collegate all'industria del fast food.
Il libro ha suscitato molte polemiche a causa dei suoi contenuti.

## Capitoli
Prima Parte: American Way
1. I padri fondatori
2. Amici fidati
3. Dietro il bancone
4. Successo

Seconda Parte: Ingredienti base
1. Perché le patatine fritte hanno un buon sapore
2. Al pascolo
3. Rotelle del grande ingranaggio
4. Il mestiere più pericoloso
5. Cosa c'è nella carne
6. Realizzazione globale

Epilogo: Fate come vi pare

## Riassunto
Il libro ripercorre tutte le tappe dell'industria del fast food, racconta la storia dei pionieri dell'industria, come Ray Kroc, l'uomo che ha lanciato McDonald's, e J. R. Simplot, il "barone" della patatina fritta.
Oltre a inserire pezzi di storia, Schlosser critica tutta la struttura di una delle industrie più potenti del mondo, esplora i segreti del fast food dalle fondamenta.
Racconta anche le storie di alcuni lavoratori di McDonald's, lavoratori sfruttati dall'azienda che pensa solo al profitto e alla pubblicità.
I lavoratori nei McDonald's vengono fatti lavorare molto più del dovuto, senza straordinario e con salari molto bassi.
Parla inoltre dell'addestramento che viene impartito ai manager, a loro volta viene detto loro come gestire la pubblicità, che deve essere improntata tutta verso la vendita ai bambini. 
Questa strategia è usata da quasi tutte le industrie di fast food, indirizzare le vendite verso i bambini, tramite personaggi di fantasie come Ronald McDonald, e offrire giochi omaggio compresi nel menu, come ad esempio negli Happy Meal.
L'autore critica inoltre l'espansione economica e territoriale che hanno fatto i fast food e a causa di essi, come dice Eric Schlosser, nessun privato potrebbe aprire un'azienda di ristorazione nel campo del fast food, dal momento che il mercato è sotto il controllo delle multinazionali del fast food, infine accusa aziende come la McDonald's di aver deturpato gli spazi naturali per costruire filiali o fabbriche.
Dopo aver parlato direttamente delle aziende, Schlosser spazia anche sui fornitori delle aziende, come quelli delle patatine che, come l'autore ha potuto provare direttamente in una di queste aziende produttrici, aggiungono alle loro patate del sego di manzo per arricchirne il sapore.
Arriva anche a parlare dei metodi di lavorazione nelle aziende della carne, critica i metodi inumani con cui vengono trattati i lavoratori e parlando con alcuni di loro scopre che vengono sfruttati, vengono sottoposti a lavori molto duri, sono sottopagati e sono spesso vittime di incidenti anche mortali, soprattutto a causa di un inadeguato addestramento.
Spesso capitano inoltre inconvenienti a cui l'autore ha assistito in prima persona, nel reparto di eviscerazione(quello in cui si estraggono gli organi interni), come intestini che si rovesciano nelle carcasse a causa della mancata preparazione dei lavoratori, oppure manzi che vengono abbandonati fuori, per strada anche per due settimane prima di essere lavorati.
Racconta anche della sua esperienza in uno dei tanti impianti in cui si creano gli aromi per i cibi, si crea l'aroma degli hamburger, delle patatine e persino dei dentifrici.
Per completare parla del McLibel, il processo contro McDonald's ad opera di due attivisti del London Greenpeace che avevano fatto girare un volantino contro McDonald's, in seguito al quale molte delle accuse fatte all'azienda sono state provate, specialmente lo sfruttamento dei lavoratori e la sbagliata pubblicità improntata verso i bambini.
Varie volte nel libro vengono citati i danni alla salute provocati dal cibo di McDonald's e delle altre aziende di fast food e uno dei danni principali provocati in tutti questi anni è probabilmente l'epidemia di Escherichia coli O157: H7, un batterio che si trova nella carne avariata, a causa del quale sono morti migliaia e migliaia di bambini.

## Il film
Nel 2006 è stato tratto anche un film omonimo diretto da Richard Linklater.
Il film è un ritratto del lato oscuro delle catene di fast food statunitensi, raccontato attraverso le vicende che ruotano attorno all'immaginaria catena Mickey's. A differenza del documentario Super Size Me, diretto e interpretato nel 2004 da Morgan Spurlock, Linklater realizza un film drammatico in cui incrocia le vite di numerosi personaggi che ruotano attorno all'industria della macellazione bovina.

## Edizioni
- Eric Schlosser, Fast Food Nation, Marco Tropea, 2002,  p. 382, ISBN 88-438-0366-2.
- Eric Schlosser, Fast Food Nation, il Saggiatore, 2008,  p. 382, ISBN 978-88-565-0028-8.
- Eric Schlosser, Fast Food Nation, Oscar Mondadori, 2014,  p. 470, ISBN 978-88-04-64200-8.